# 薩爾塔納
47°10′38″N 37°41′19″E / 47.17722°N 37.68861°E

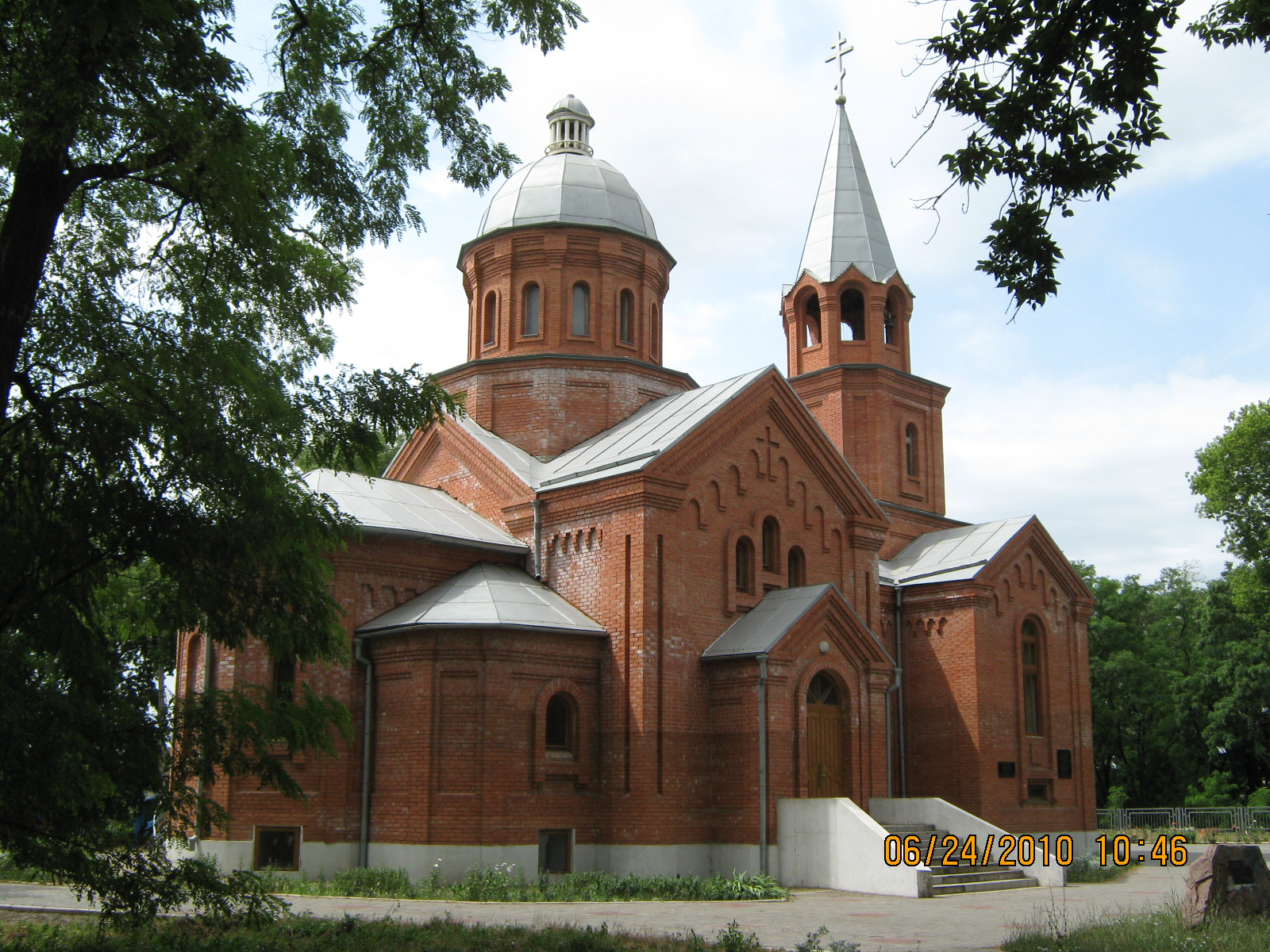
教堂

薩爾塔納（羅馬化：Sartana）是烏克蘭東部頓涅茨克州马里乌波尔区萨尔塔纳市镇的鎮及行政中心，坐落於卡利米烏斯河畔，州府頓涅茨克以南118公里，始建於1780年，海拔高度96米，2015年人口10,728。
2022年2月26日，在2022年俄罗斯入侵乌克兰期间，萨尔塔纳和附近的布哈斯村遭到俄罗斯空军的轟炸，造成10人死亡，死者均为希腊人。此舉招致希腊外交部、总理基里亚科斯·米佐塔基斯和反对派政治人物阿萊克西斯·齊普拉斯的谴责。俄罗斯驻雅典大使馆对死者表示哀悼，不過表示俄罗斯空军不对这次袭击负责。2月28日，一架俄罗斯飞机再次轰炸萨尔塔纳，造成另外两名希腊人死亡。3月1日，俄罗斯軍隊攻佔了萨尔塔纳。